# Paya Tampu
Paya Tampu is een bestuurslaag in het regentschap Aceh Tengah van de provincie Atjeh, Indonesië. Paya Tampu telt 321 inwoners (volkstelling 2010).